# ザ・コミューン
『ザ・コミューン』（Kollektivet）は、トマス・ヴィンターベア監督による2016年のデンマークのドラマ映画である。第66回ベルリン国際映画祭のコンペティション部門で上映され、トリーヌ・ディルホムが銀熊賞女優賞を獲得した。第89回アカデミー賞外国語映画賞のデンマーク代表作の候補の1つであったが、結局『ヒトラーの忘れもの』が選ばれた。
日本では2020年2月にトーキョー ノーザンライツ フェスティバル 2020で初上映された。

## キャスト
- ウルリク・トムセン
- ファレス・ファレス
- トリーヌ・ディルホム（英語版）
- ジュリー・アグネット・ヴァン
- ラース・ランゼ（英語版）

## 評価
Rotten Tomatoesでは94件のレビューで支持率は71%となっている。